# 伯森特里夫特山
46°2′33″N 7°48′9.9″E / 46.04250°N 7.802750°E
伯森特里夫特山（Bösentrift），是瑞士的山峰，位於該國南部，由瓦萊州負責管轄，屬於本寧阿爾卑斯山脈的一部分，海拔高度3,248米，每年平均降雨量1,358毫米。

## 外部連結
- Bösentrift on Hikr（页面存档备份，存于）